# Lijst van Estische rampen
Dit is een lijst met rampen op het grondgebied van Estland. In deze lijst zijn alleen gebeurtenissen opgenomen waarbij vijf of meer doden zijn gevallen en gebeurtenissen waarbij er sprake is van een zeer groot effectgebied.

## Voor 1900
- 1577
  - januari – Circa 500 Wolga-Tataren verdrinken in de Finse Golf als zij op weg van Helsinki naar Tallinn door het ijs zakken.[1]
- 1814
  - 1 oktober – Op de rede van Narva vergaan tijdens een zware storm zestien schepen, waarbij een groot, maar onbekend aantal mensen om het leven komt.[2]
- 1857
  - 7 september – Tussen Finland en Estland vergaat het Russische schip Lefort (Лефорт) op de Finse Golf. Bij deze grote scheepsramp komen 826 opvarenden om het leven.
- 1893
  - 7 september – In een zware storm vergaat het Russische schip Russalka op de Finse Golf. Hierbij komen 177 mensen om het leven.[3]
- 1897
  - 13 mei – Een militaire trein ontspoort nabij Puka. Hierbij komen 61 mensen om het leven.

## 20e eeuw

### 1910-1919
- 1914
  - 20 augustus – Vergaan van het Nederlandse schip Houtdijk, noordelijk van het eiland Dagö, tegenwoordig Hiiumaa. 14 opvarenden verdrinken.
- 1915
  - 4 juni – Vergaan van het Russische schip Yenisey nabij de Estse noordkust (destijds deel van het Russische Rijk). Het schip heeft 297 personen aan boord, van wie er 21 overleven.

### 1920-1929
- 1923
  - 23 november – Duits stoomschip Kronan strandt op het eiland Ösel, tegenwoordig Saaremaa. 17 doden.[4]
- 1924
  - 3 juni – Een passagierstrein ontspoort bij het plaatsje Jõgeva. 10 mensen vinden hierbij de dood en een groot aantal mensen raakt gewond.
  - 4 juli – Opnieuw een treinramp bij Jõgeva. De oorzaak is een gebroken rails. 11 doden.[5]
- 1925
  - 21 september – Twee militaire treinen botsen op elkaar bij Elva door een communicatiefout. 5 soldaten komen hierbij om.
- 1929
  - 7 augustus – Het stoomschip Prima uit Riga vergaat bij Narva, een stad aan de (toenmalige) binnengrens met Rusland. Alleen de kapitein overleeft, de overige 6 opvarenden verdrinken.[6]

### 1930-1939
- 1934
  - 15 juni – Op een officiersschool in Reval (Tallinn) komen bij een ontploffing 7 mensen om.[7]
  - 30 juni – Estse vissersboot vergaat bij het eiland Odinsholm (Estse naam: Osmussaar). De 6 opvarenden komen om het leven.[8]
- 1935
  - 22 oktober – Zweeds stoomschip Stella strandt op de Estlandse westkust. Van de 13 opvarenden verdrinken er 11.[9]
- 1936
  - 1 januari – Explosie in kruitmagazijn in de buurt van Tallinn. Hierbij komen circa 60 mensen om het leven.
  - 2 september – Zware storm langs Estlandse kust. Hierdoor vergaan verschillende schepen en verdrinken veel opvarenden.
  - 5 december – Nabij Pärnu vergaat de Letse Indra. 7 opvarenden komen hierbij om het leven.
- 1937
  - 20 april – Brand op een basisschool in Kilingi-Nõmme. Hierbij komen 17 kinderen om het leven.

### 1940-1949
- 1940
  - 14 juni – Het Finse vliegtuig Kaleva, een Junker 52 wordt neergeschoten door de Sovjet-Unie boven zee tussen Tallinn en Helsinki. Alle 9 inzittenden komen om het leven.
- 1942
  - 5 maart – Bombardement op Narva door de Sovjet-Unie. Er vallen 8 doden.
  - 5 oktober – Nogmaals wordt Narva gebombardeerd. Ditmaal vallen er 7 doden.
- 1943
  - 14 januari – Luchtaanval op Narva door de Sovjet-Unie. 12 gebouwen worden verwoest. 7 burgers komen om het leven.
  - 27 januari – Bombardement op Tartu. 18 doden en 13 zwaargewonden.
  - 15 februari – In de nacht van 14 op 15 februari wordt Tallinn gebombardeerd door het Rode Leger. 117 gebouwen worden verwoest. Ongeveer 20 burgers worden gedood.
  - 13 maart – Luchtaanval op Narva. 10 burgers komen om het leven.
  - 25 maart – In de nacht van 24 op 25 maart wordt Tallinn nogmaals gebombardeerd. 111 gebouwen worden verwoest. Ongeveer 12 burgers worden gedood, er zijn 13 zwaargewonden.
  - 13 juni – Bombardement verwoest stadhuis en stadsmuseum van Narva. 6 burgers worden gedood.
- 1944
  - 9 maart – Groot bombardement op Tallinn door de Sovjet-Unie. Een groot deel van de stad wordt verwoest. 463 mensen komen hierbij om het leven. Meer dan 20.000 mensen raken dakloos.
  - 26 maart – Zwaar bombardement op Tartu. circa 100 doden.

### 1970-1979
- 1977
  - 29 april – Een Antonov An-24 van het Sovjetleger stort in de Estse Socialistische Sovjetrepubliek neer met 21 inzittenden.[10][11]

### 1980-1989
- 1980
  - 4 oktober – De sneltrein naar Vasalemma botst op het Baltische station in Tallinn op een andere trein. Hierbij komen 7 inzittenden om het leven.

### 1990-1999
- 1994
  - 28 september – In internationale wateren tussen Finland en Estland zinkt de Estonia. De ondergang van de Estonia is met 852 slachtoffers de grootste scheepsramp in de Europese naoorlogse geschiedenis.
- 1996
  - 11 oktober – Ongeval met een schoolbus van de Pala-school in Jõgeva. 8 kinderen worden hierbij gedood.
- 1997
  - 12 september – Tijdens een oefening wordt een groep soldaten op een zandbank verrast door snel opkomend hoog water. 14 van hen verdrinken. Het drama speelt zich af bij Paldiski .[12]

## 21e eeuw

### 2000-2009
- 2001
  - 23 november – Een Antonov 28 van ELK Airways (binnenlandse lijnvlucht) stort neer op 1,5 km van Kärdla. Hierbij komen 17 mensen om het leven.[13]
- 2005
  - 10 augustus – Helikoptercrash in zee nabij Tallinn. Alle 12 inzittenden komen om het leven.
- 2007
  - 4 december – Een brand in een twee verdiepingen tellend houten woonhuis in Tallinn kost aan 6 mensen het leven.[14]

### 2010-heden
- 2011
  - 20 februari – Bij een brand in een weeshuis in het kustplaatsje Haapsalu, in het westen van Estland komen 10 weeskinderen om het leven.[15]